# Ratiaria

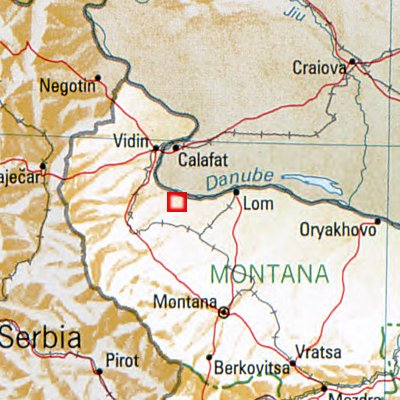
Localización en rectángulo rojo de la antigua ciudad de Ratiaria.

Balcanes del Norte, incluyendo Ratiaria en la Dacia Ripensis,.

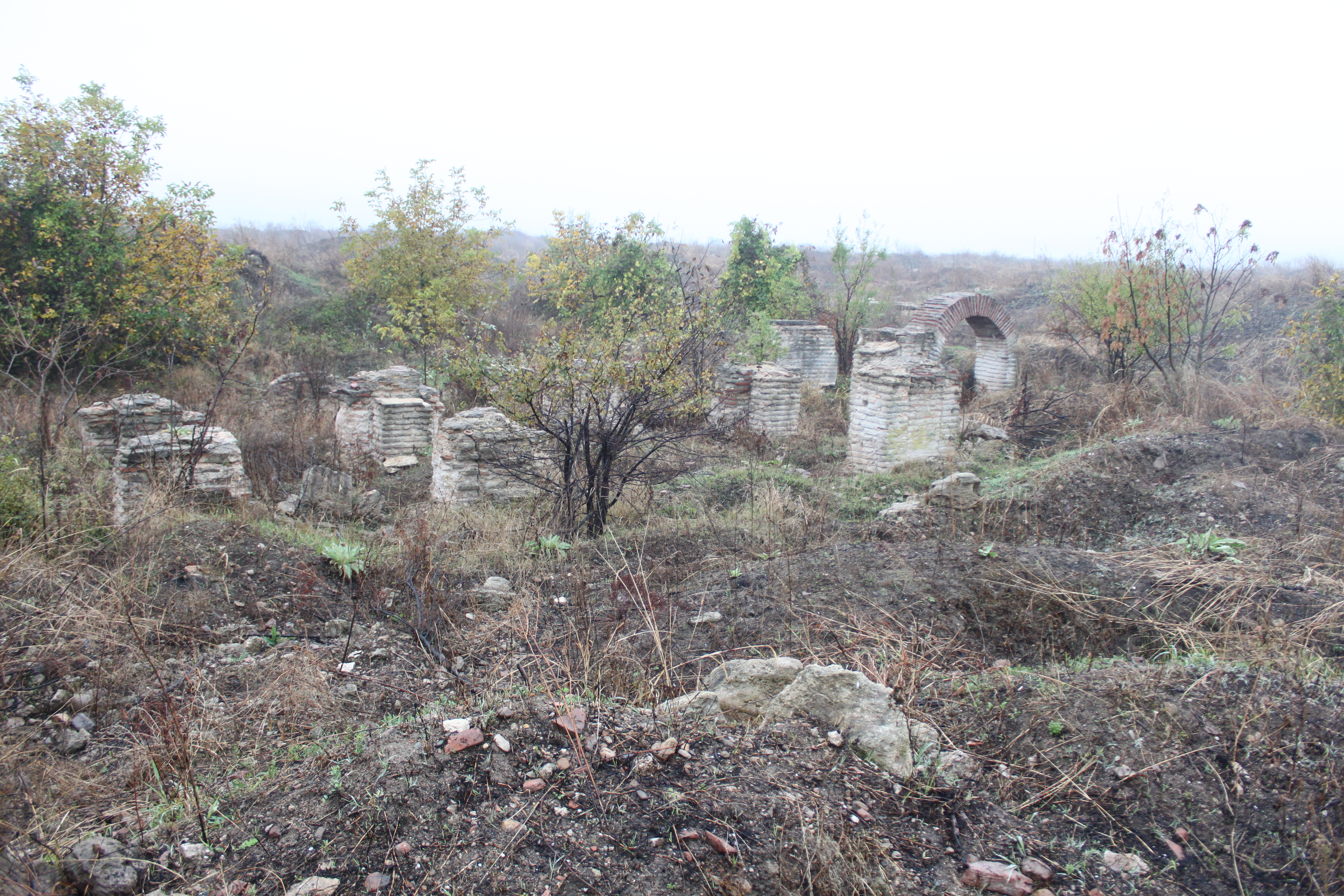
Vista del yacimiento arqueológico de Ratiaria en 2010.

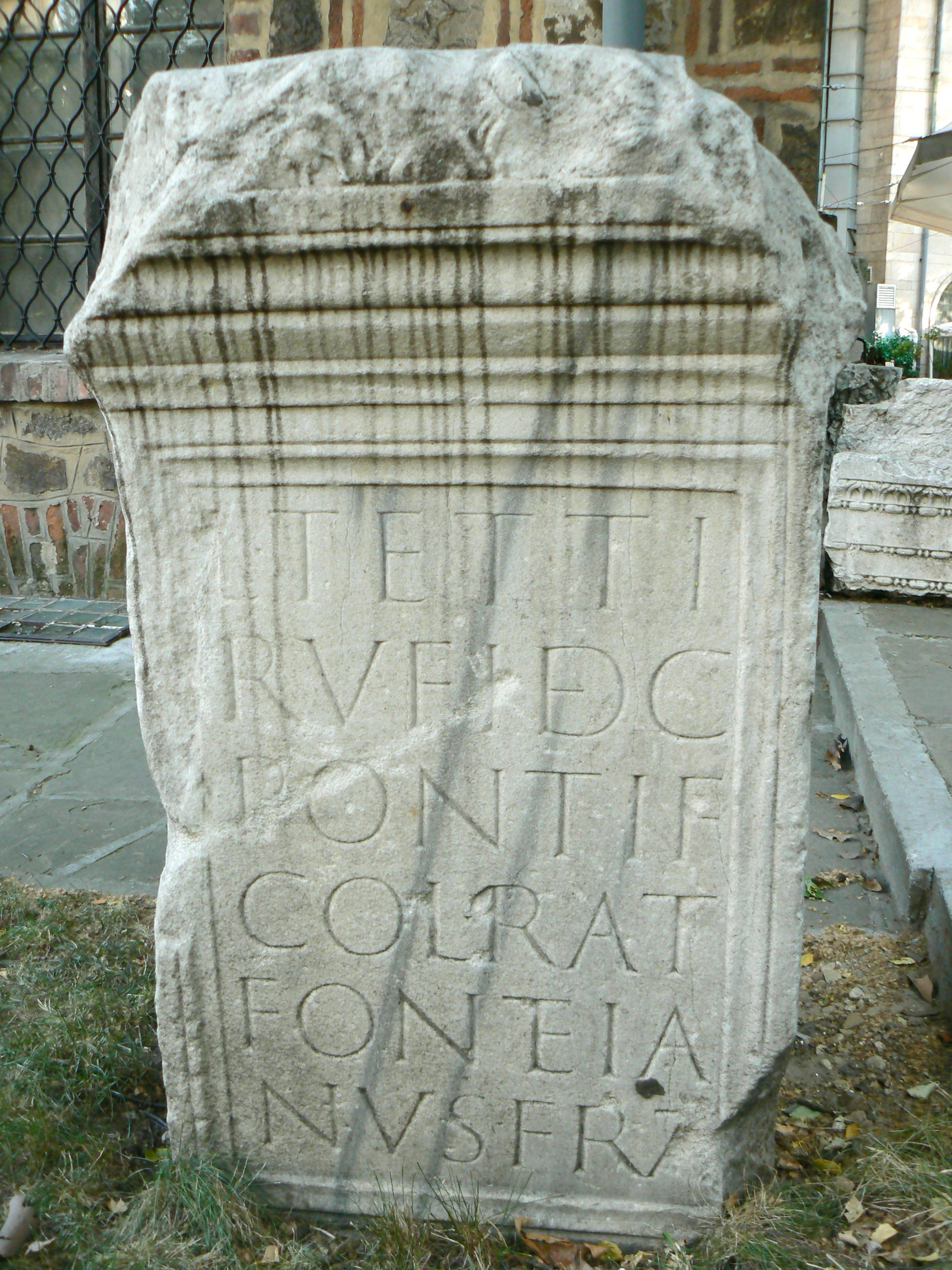
Lápida con inscripción sobre Tettius Rufus, decurio y pontífice de la colonia romana Ratiaria. Inscripción en latín: D (is) M (Anibus) / L (uci) Tetti / Rufi dec (urionis) / Pontif (ICIS) / col (onia) Council (Iaria) / Fonteia / nus frat (s).

Ratiaria, Ratsiaria, Razaría o Raciaria (en búlgaro: Рациария, en griego: Ραζαρία μητρόπολις, Razaría mitrópolis y, más tarde Colonia Ulpia Traiana Ratiaria), fue una ciudad fundada en la orilla derecha del río Danubio, probablemente por los mesios, tribu dacio-tracia en el siglo IV a. C., cerca de una mina de oro.
Hoy se encuentra cerca de la actual ciudad de Archar, municipio de Dimovo, en la provincia de Vidin, Bulgaria.

## Historia
Hoy día, los investigadores no se ponen de acuerdo, pero con los últimos hallazgos, se tiende a situar la fundación de la ciudad por los romanos, alrededor de un campamento militar, sobre mediados del siglo I. La presencia más antigua conocida de los romanos, previa a su fundación, se produjo en el 75 a. C., cuando Cayo Escribonio Curión, prefecto de Macedonia, entró en este territorio para combatir a los escordiscos, los dardanios y los dacios. En el 29 a. C., Marco Licinio Craso derrotó a las tribus de la región, sellando la conquista romana de la actual Bulgaria del noroeste.
No fue hasta el principado de Augusto cuando los romanos conquistaron la región, organizándola en una provincia llamada Mesia. En los años 33-34, Tiberio construyó la carretera que une los fuertes del Danubio, incluidos Viminacio y Ratiaria. Toda la Antigua Tracia al sur del Danubio fue conquistada por el Imperio romano en el 46, y en el 87, el emperador Domiciano organizó la región de Mesia en dos provincias romanas: Mesia Superior y Mesia Inferior. Se supone que la ciudad del arsenal romano de Ratiaria se estableció durante el reinado del emperador Vespasiano (r. 69-79). Después de la conquista romana de las tribus dacias y tracias al norte del Danubio, en el 107, el castrum fue abandonado y el asentamiento se convirtió en una colonia de Mesia Superior con el nombre de Colonia Ulpia Traiana Ratiaria, tomando los nombres de su fundador, el emperador Marco Ulpio Trajano.
Aunque la ciudad era menos importante que las cercanas Sirmio, Viminacio y Naiso, su fortaleza, ubicada a lo largo del Limes danubiano, la convirtió en un punto legionario estratégico. La Legio IV Flavia Felix estaba basada aquí, al menos, hasta la conquista romana de Dacia (101-106), junto con la flota del Classis Moesica bajo Vespasiano.
En los siglos II y III, Ratiaria se hizo próspera como centro comercial y puerto aduanero. Varios patricios romanos se establecieron en Ratiaria, mientras que la cercana Bononia (actual Vidin) albergaba una pequeña unidad militar.
En 271, el emperador Aureliano ordenó el abandono de la Dacia Traiana y que los colonos romanos situados al norte del Danubio fueran reinstalados al sur y transformó la provincia de Mesia Superior en la provincia de Dacia Aureliana con su capital en Serdica. Entonces, se debieron volver a abrir los viejos castra de la región, y la Legio XIII Gemina que ya había tomado parte en la Segunda Guerra Dacia de Trajano y posiblemente también en la Primera, acantonada en Apulo pasó al otro lado del Danubio, trasladándola a
Ratiaria, al mando de un gobernador militar o dux. 
Alrededor del 283, la Dacia Aureliana se dividió en dos provincias, Dacia Mediterranea, con su capital en Serdica y Dacia Ripensis con su capital en Ratiaria. No está claro por qué la Dacia Aureliana se reemplazó con dos provincias, pero más tarde, junto con las provincias de Dardania, Mesia Inferior y Prevalitana constituyeron la Diócesis de Dacia. 
En el siglo IV, la ciudad se convirtió en un importante centro cristiano y fue sede de varios obispos. Paladio de Ratiaria, un importante teólogo cristiano y obispo, vivió aquí a finales de este siglo y sería depusto en el Concilio de Aquileia en 381 debido a sus posiciones teológicas asimiladas al arrianismo.
El emperador Anastasio I (r. 491-518) realizó importantes obras de reconstrucción para celebrar el nuevo nombre de la ciudad como Anastasiana Ratiaria. Prisco escribe que era una ciudad próspera en el siglo V.
De acuerdo con el historiador bizantino del siglo VII, Teofilacto Simocates, en el año 586, la ciudad fue saqueada por los ávaros.

## Yacimiento
Las excavaciones arqueológicas del sitio comenzaron en 1958 y han continuado esporádicamente desde entonces.
El yacimiento arqueológico ha llegado a degradarse y verse amenazado por numerosas excavaciones clandestinas, sobre todo a partir de que se interrumpieran. Recientemente se ha establecido un museo arqueológico del yacimiento en Dimovo.
Algunas de las estructuras más interesantes de la Antigüedad tardía excavadas incluyen un edificio con herramientas agrícolas, lámparas de arcilla, artículos para el hogar y monedas bizantinas de mediados del siglo VI, un edificio con piso de mosaico que probablemente fue una basílica paleocristiana, tuberías del acueducto principal de Ratiaria y lo que parece ser la residencia del gobernador de la provincia de Dacia Ripensis. También, entre otros restos arqueológicos, sarcófagos, losas, estatuas (por ejemplo, una estatua de mármol de Hércules o la denominada Venus de Ratiaria.